# Обиньи (Кальвадос)
Обиньи́ (фр. Aubigny) — коммуна во Франции, находится в регионе Нижняя Нормандия. Департамент коммуны — Кальвадос. Входит в состав кантона Фалез-Север. Округ коммуны — Кан.
Код INSEE коммуны — 14025.

## Население
Население коммуны на 2010 год составляло 324 человека.
| 1962 | 1968 | 1975 | 1982 | 1990 | 1999 | 2010 |
| ---- | ---- | ---- | ---- | ---- | ---- | ---- |
| 300  | 318  | 289  | 266  | 295  | 316  | 324  |

## Экономика
В 2010 году среди 215 человек трудоспособного возраста (15—64 лет) 161 были экономически активными, 54 — неактивными (показатель активности — 74,9 %, в 1999 году было 72,6 %). Из 161 активных жителей работали 154 человека (79 мужчин и 75 женщин), безработных было 7 (3 мужчин и 4 женщины). Среди 54 неактивных 22 человека были учениками или студентами, 19 — пенсионерами, 13 были неактивными по другим причинам.